# Sitticus taiwanensis
Sitticus taiwanensis är en spindelart som beskrevs av Peng X., Li S. 2002. Sitticus taiwanensis ingår i släktet Sitticus och familjen hoppspindlar. Inga underarter finns listade i Catalogue of Life.